# Patrick Aloysius O'Boyle
Patrick Aloysius O'Boyle (Scranton, 18 luglio 1896 – Washington, 10 agosto 1987) è stato un cardinale e arcivescovo cattolico statunitense.

## Biografia
Nacque a Scranton il 18 luglio 1896.
Fu il primo titolare della nuova arcidiocesi di Washington eretta nel 1947 dopo che nel 1939 l'arcivescovo Michael Joseph Curley, già a capo dell'arcidiocesi di Baltimora dal 1921, aveva assunto il titolo di arcivescovo di Baltimora-Washington ma alla sua morte si decise di erigere un'arcidiocesi autonoma per Washington. Quest'ultima divenne anche sede metropolitana nel 1965.
Papa Paolo VI lo elevò al rango di cardinale nel concistoro del 26 giugno 1967.
Morì il 10 agosto 1987 all'età di 91 anni.

## Genealogia episcopale e successione apostolica
La genealogia episcopale è:
- Cardinale Scipione Rebiba
- Cardinale Giulio Antonio Santori
- Cardinale Girolamo Bernerio, O.P.
- Arcivescovo Galeazzo Sanvitale
- Cardinale Ludovico Ludovisi
- Cardinale Luigi Caetani
- Cardinale Ulderico Carpegna
- Cardinale Paluzzo Paluzzi Altieri degli Albertoni
- Papa Benedetto XIII
- Papa Benedetto XIV
- Papa Clemente XIII
- Cardinale Marcantonio Colonna
- Cardinale Giacinto Sigismondo Gerdil, B.
- Cardinale Giulio Maria della Somaglia
- Cardinale Carlo Odescalchi, S.I.
- Cardinale Costantino Patrizi Naro
- Cardinale Lucido Maria Parocchi
- Papa Pio X
- Papa Benedetto XV
- Papa Pio XII
- Cardinale Francis Joseph Spellman
- Cardinale Patrick Aloysius O'Boyle

La successione apostolica è:
- Vescovo Edward John Herrmann (1966)